# Vanuatu tại Thế vận hội Mùa hè 2008
Vanuatu tham dự Thế vận hội Mùa hè 2008 tại Bắc Kinh. Tổng cộng 2 tuyển thủ Vanuatu tham dự 2 môn thể thao. Tuyển thủ bóng bàn Priscilla Tommy là người cầm cờ của quốc gia trong lễ khai mạc.

## Điền kinh
Moses Kamut và Elis Lapenmal, đều giành huy chương bạc tại Giải đấu Nam Thái Bình Dương, không phải qua cuộc đấu thử và đại diện Vanuatu trong nội dung 100m. Không ai qua được vòng loại đầu.
Nam
| Vận động viên | Nội dung | Vòng loại | Vòng loại | Tứ kết  | Tứ kết  | Bán kết | Bán kết | Chung kết | Chung kết |
| Vận động viên | Nội dung | Kết quả   | Hạng      | Kết quả | Hạng    | Kết quả | Hạng    | Kết quả   | Hạng      |
| ------------- | -------- | --------- | --------- | ------- | ------- | ------- | ------- | --------- | --------- |
| Moses Kamut   | 100m nam | 10.81     | 7         | Bị loại | Bị loại | Bị loại | Bị loại | Bị loại   | Bị loại   |
| Elis Lapenmal | 100m nữ  | 13.31     | 8         | Bị loại | Bị loại | Bị loại | Bị loại | Bị loại   | Bị loại   |

## Bóng bàn
Priscilla Tommy được mời đến dự Giải đấu Cá nhân Nữ. Cô ấy thua trận đầu với một đối thủ người Slovaki.
Nữ
| Vận động viên   | Nội dung | Vòng loại               | Vòng 1             | Vòng 2             | Vòng 3             | Vòng 4             | Tứ kết             | Bán kết            | Chung kết          |
| Vận động viên   | Nội dung | Kết quả đối nghịch      | Kết quả đối nghịch | Kết quả đối nghịch | Kết quả đối nghịch | Kết quả đối nghịch | Kết quả đối nghịch | Kết quả đối nghịch | Kết quả đối nghịch |
| --------------- | -------- | ----------------------- | ------------------ | ------------------ | ------------------ | ------------------ | ------------------ | ------------------ | ------------------ |
| Priscilla Tommy | Đơn      | Odorova (SVK) · L 0 - 4 | Bị loại            | Bị loại            | Bị loại            | Bị loại            | Bị loại            | Bị loại            | Bị loại            |